# Houston
Houston (phát âm tiếng Anh: /ˈhjuːstən/, phiên âm: Hiu-xtơn) là thành phố đông dân nhất Texas và là thành phố đông dân thứ tư tại Hoa Kỳ. Theo ước tính nhân khẩu Hoa Kỳ năm 2012, thành phố có 2,16 triệu dân cư trong một diện tích đất 599,6 dặm vuông Anh (1.553 km2). Houston là quận lỵ của quận Harris, và khu vực đại đô thị Houston đông dân thứ năm tại Hoa Kỳ, với trên 6 triệu người.
Houston được thành lập vào năm 1836 trên vùng đất gần bờ sông Buffalo Bayou và được hợp nhất tổ chức thành một thành phố vào ngày 5 tháng 6 năm 1837. Thành phố được đặt tên theo Tướng Sam Houston, là tổng thống của Cộng hòa Texas. Phát triển kinh tế cảng và đường sắt, cộng thêm khám phá dầu thô vào năm 1901 khiến dân số thành phố liên tục tăng trưởng. Đến giữa thế kỷ 20, Houston trở thành nơi đặt trụ sở của Trung tâm Y tế Texas—trung tâm chăm sóc và nghiên cứu y tế lớn nhất thế giới—và trung tâm không gian Johnson của NASA.
Kinh tế Houston có nền tảng là các ngành năng lượng, chế tạo, hàng không, và vận tải. Thành phố cũng dẫn đầu trong lĩnh vực y tế và xây dựng hạ tầng mỏ dầu; và chỉ xếp sau thành phố New York về số lượng trụ sở của các công ty trong Fortune 500. Dân cư Houston đa dạng về dân tộc và tôn giáo và là một cộng đồng mang tính chất quốc tế lớn và đang phát triển. Thành phố có nhiều thể chế và triển lãm văn hóa.

## Lịch sử
Vào giữa thập niên 1800, hai anh em - John Kirby Allen và Augustus Chapman Allen - là những người kinh doanh và khuếch trương địa ốc ở New York đi tìm một địa điểm mà họ có thể bắt đầu việc xây dựng "một trung tâm lớn của nhà nước và thương mại." Vào tháng 8 năm 1836, họ mua 6.642 acre (27 km²) đất từ T. F. L. Parrot, vợ góa của John Austin, với giá 9.428 Mỹ kim. Hai anh em nhà Allen đặt tên thành phố của họ theo tên của Sam Houston.
Houston bắt đầu như là một làng nhỏ. Gail và Thomas H. Borden đo đạc và vẽ bản đồ thành phố theo kiểu bàn cờ thông thường, với những con đường rộng chạy song song và vuông góc với hệ thống những nhánh sông trong vùng. Thành phố được phép thành lập vào ngày 5 tháng 6 năm 1837 và James S. Holman trở thành thị trưởng đầu tiên. Cùng năm đó, Houston cũng trở thành khu quản lý hành chính của quận Harrisburg, sau được đặt tên lại là quận Harris vào năm 1839. Vào lúc này, Nghị viện Texas chỉ định Houston như là thủ đô tạm thời của Cộng hòa Texas vừa thành lập. Thủ đô sau đó được di chuyển về Austin, lúc đó được biết đến như là Waterloo vào 14 tháng 1 năm 1839.
Vào năm 1900, dân số Houston vào khoảng 45.000 - thành phố lớn thứ 85 ở Hoa Kỳ. Việc phát hiện ra dầu hỏa tại Spindletop ở Beaumont vào năm 1901 đã làm thúc đẩy công nghiệp dầu hỏa, dần dần biến Houston thành một thành phố lớn. Vào năm 1902, Theodore Roosevelt chấp thuận dự án 1 triệu đôla để nâng cấp kênh đào tàu thủy Houston. Vào năm 1910, dân số Houston trở nên lớn hơn của Galveston. Tổng thống Woodrow Wilson khai trương Cảng Houston vào năm 1914, 74 năm sau việc đào xới bắt đầu. Vào 1914, kênh đào Houston được nạo vét để cho Houston một cảnh nước sâu, vượt qua khỏi cảng Galveston đã bị phá hoại một phần trong cơn bão Galveston vào năm 1900.
Khi Thế chiến thứ hai bắt đầu, lượng hàng hóa giảm và năm đường lưu chuyển bằng tàu thủy đã kết thúc các chuyến đến Houston, nhưng cuộc chiến đã đem lại một số lợi ích kinh tế cho thành phố. Sân bay Ellington, được xây trong Thế chiến thứ nhất, được tái sử dụng như là một trung tâm huấn luyện cho các phi công ném bom, và máy bay và đóng tàu trở thành công nghiệp chủ lực trên cả tiểu bang. Hiệp hội M. D. Anderson thành lập Trung tâm y khoa Texas vào năm 1945. Ngân hàng cũng phát triển lên vượt bậc trong cuối thập niên 1940. Sau chiến tranh, kinh tế Houston được chuyển ngược lại một nền kinh tế dựa vào cảng. Vào năm 1948, một số khu vực trống được cho thêm vào giới hạn của thành phố, và phạm vi Houston bắt đầu trải ra khắp thảo nguyên.
Công nghiệp đóng tàu trong suốt Thế chiến thứ hai đã thúc đẩy sự phát triển, cũng như là sự thiết lập năm 1961, của "Trung tâm phi thuyền có người điều khiển" của NASA (được đặt tên lại là Trung tâm vũ trụ Lyndon B. Johnson vào năm 1973), tạo ra công nghiệp hàng không cho thành phố. Tháng 12 năm 1961 bão Carla quật vào thành phố. Astrodome (sau này gọi là Harris County Domed Stadium), là sân vận động trong nhà có mái vòm đầu tiên, mở ra vào năm 1965 và nhanh chóng được mệnh danh là "Kỳ quan thứ 8 của thế giới".
Cuối thập niên 1970 dân số bùng nổ do khủng hoảng dầu hỏa năm 1973 và do dân từ các tiểu bang vùng Rust Belt di chuyển với số lượng lớn vào Texas, đang hưởng lợi từ việc khan hiếm dầu hỏa. Nhưng sự phụ thuộc của Houston vào dầu hỏa như là nền của các ngành công nghiệp dẫn đến sự đi xuống của nó khi giá dầu suy giảm vào thập niên 1980. Từ đó, Houston đã cố gắng đa dạng hóa các ngành kinh tế của thành phố bằng cách tập trung vào công nghiệp hàng không và kỹ thuật sinh học, và làm giảm sự phụ thuộc của nó vào dầu hỏa.
Năm 1990 chứng kiến Sân bay Liên lục địa Houston xây dựng bởi hãng hàng không quốc tế Mickey Leland mở cửa. Nhà ga 12 cổng được đặt tên theo Mickey Leland. Vào cùng năm đó, Hội nghị G8 được tổ chức ở Houston. Lee P. Brown, thị trưởng người da đen đầu tiên của Houston, được bầu lên vào năm 1997.

## Địa lý

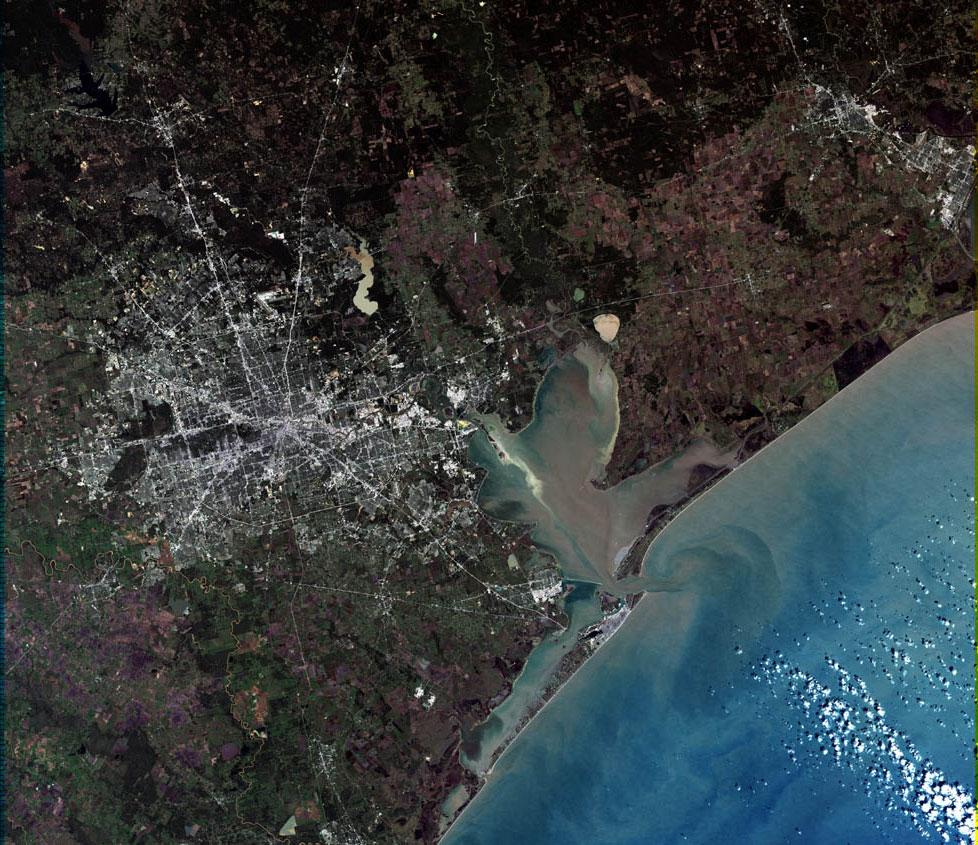
Ảnh của Houston từ vệ tinh NASA Landsat 7

Houston nằm trên vùng quần xã sinh vật thuộc đồng bằng ven vịnh biển, và thực vật được xếp vào loại đất cỏ ôn đới. Đa số thành phố được xây dựng trên đất rừng, vùng đầm lầy hay thảo nguyên - tất cả những thứ này vẫn còn được nhìn thấy ở các khu vực xung quanh.
Đa phần Houston rất bằng phẳng, làm lụt lội là vấn đề hàng năm đối với người dân ở đây. Khu trung tâm cao khoảng 50 foot trên mực nước biển - với đa phần thành phố thấp hơn 100 foot. Thành phố đã từng dựa vào mạch nước ngầm cho nhu cầu về nước, nhưng sự lún đất đã bắt buộc thành phố sử dụng các nguồn nước ở trên mặt như là hồ Houston.
Houston có bốn nhánh sông chính chảy qua thành phố: nhánh sông Buffalo, chảy qua khu trung tâm thành phố và kênh đào Houston; và ba nhánh nhỏ của nó: nhánh Brays, chảy dọc theo Trung tâm y tế Texas; nhánh White Oak, chảy qua vùng Heights và gần khu vực tây bắc; và nhánh Sims, chảy qua phí nam Houston và khu trung tâm Houston. Kênh tàu thủy đi qua Galveston và đổ vào Vịnh Mexico.

### Địa chất
Phía dưới bề mặt đất Houston là đất sét không vững chắc, đất sét từ đá phiến, và cát không dính chặt vào nhau sâu đến vài dặm. Địa chất của khu vực này phát triển từ các bồi đắp phù sa xói mòn từ dãy Rocky. Những lớp trầm tích này bao gồm một loạt đất cát và đất sét được dồn lên những chất hữu cơ phân hủy mà, qua thời gian, biến đổi thành dầu hỏa và khí đốt. Phía dưới những lớp này là một lớp đá muối mỏ ngậm nước. Những lớp xốp này được nén qua thời gian và được đẩy lên phía trên. Khi nó được đẩy lên phía trên, muối kéo theo những lớp trầm tích xung quanh tạo thành những hình mái vòm, thường chứa dầu và khí đốt thấm qua từ các lớp cát xốp xung quanh. Đất dày nhiều dầu này cũng cung cấp một môi trường tốt cho việc trồng lúa trong các khu ngoại ô thành phố tiếp tục phát triển gần khu Katy. Bằng chứng về việc trồng lúa trong quá khứ vẫn còn thấy rõ trong các khu vực phát triển bởi vì nơi đó vẫn còn lớp đất đen màu mỡ ở phía trên cùng.
Vùng Houston nhìn chung là không có động đất. Trong khi thành phố chứa 86 đứt đoạn địa chất được thống kê là từng hoạt động trong quá khứ với tổng độ dài là 149 dặm (240 km), lớp đất sét bên dưới bề mặt ngăn chặn sự dồn nén độ ma sát tạo nên chấn động bề mặt khi có động đất. Những đứt đoạn này nhìn chung là di chuyển từ từ với một độ trơn và được gọi là "các đứt đoạn đang trườn đi".

### Quang cảnh thành phố

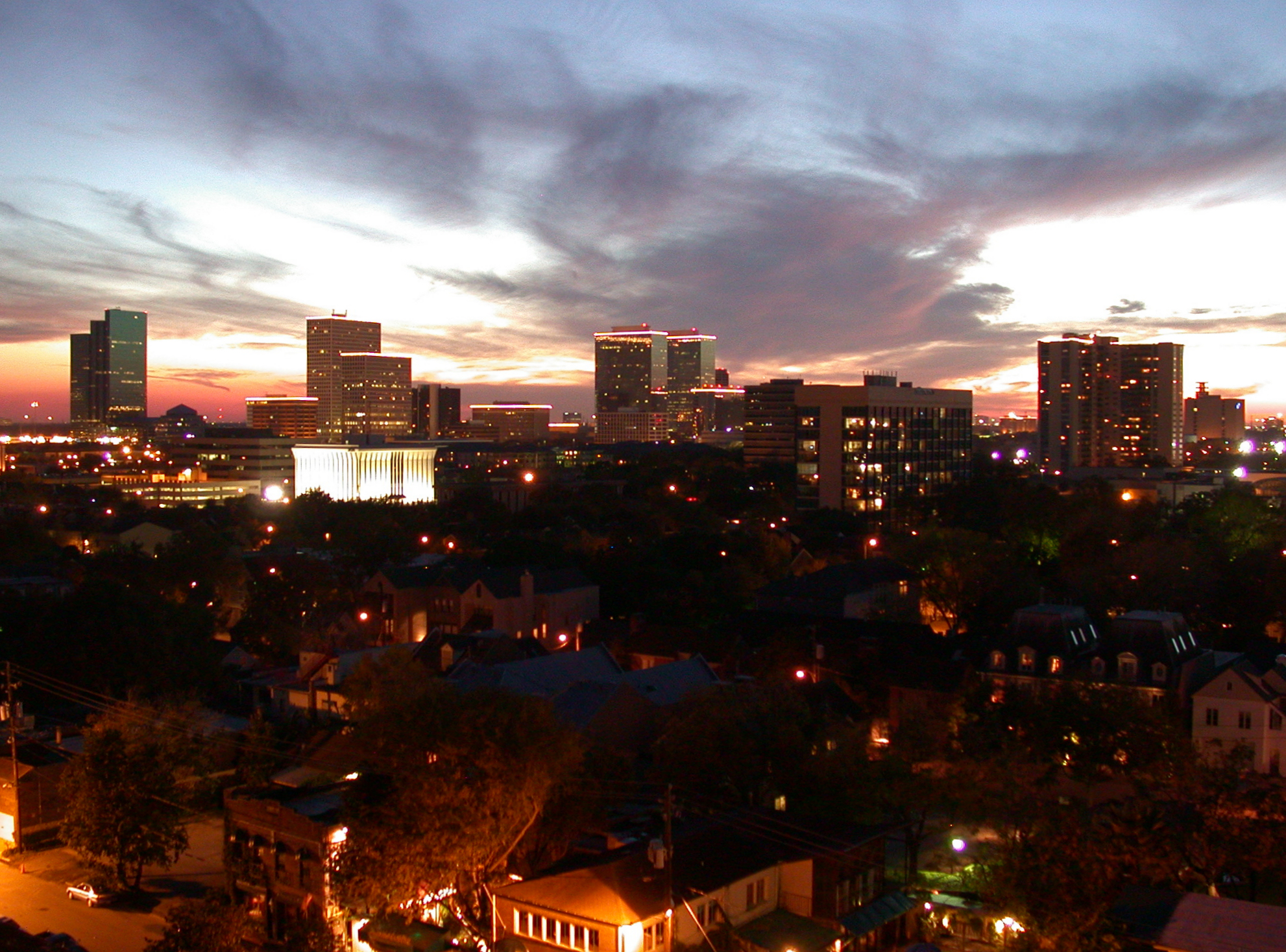
Greenway Plaza

Khi Houston được thiết lập vào năm 1837, các nhà thành lập thành phố - John Kirby Allen và Augustus Chapman Allen - đã chia nó ra thành nhiều quận hành chính gọi là "ward". Phân chia thành ward là các điểm khởi xướng cho các quận được chia bởi hội đồng thành phố hiện nay của Houston - tổng cộng có 9 quận.
Các địa điểm ở Houston nhìn chung được chia ra là hoặc bên trong hay bên ngoài Đường 610, được biết đến như là "Đường vòng 610" hay "Đường vòng". Bên trong đường vòng là khu vực thương mại trung tâm và nhiều khu nhà ở và các khu vực được chia ra từ trước Thế chiến thứ hai. Gần đây hơn, những phát triển đô thị dày đặc hơn đã tạo ra kết quả là một nếp sống và một nếp nghĩ đô thị hơn. Cách gọi "bên trong Houston" mang theo với nó những mong đợi của một cuộc sống kiểu đô thị.
Khu vực nằm bên ngoài Houston, các sân bay và các vùng ngoại vi và phụ cận nằm bên ngoài đường vòng. Một đường vòng khác, State Highway Beltway 8 (cũng thường được biết đến một cách đơn giản là "Beltway"), bao quanh thành phố khoảng 5 dặm (8 km) xa hơn ra phía ngoài. Đường vòng thứ ba, State Highway 99 (cũng được biết đến như là Grand Parkway), đang trong quá trình xây dựng.
Houston, là một thành phố lớn nhất Hoa Kỳ không có những luật chia vùng, đã phát triển trong một cách thức không bình thường. Thay vì là một khu "đô thị" (downtown) như là trung tâm việc làm của thành phố, thêm năm khu kinh doanh đã phát triển bên trong thành phố: Uptown, Texas Medical Center, Greenway Plaza, Westchase và Greenspoint. Nếu những khu thương mại này được gộp lại, chúng sẽ tạo thành một khu downtown lớn thứ ba trên toàn nước Mỹ. Thành phố cũng có khu nhà chọc trời lớn thứ ba toàn quốc (sau Thành phố New York và Chicago), nhưng bởi vì nó trải dài vài dặm, những bức ảnh chỉ có thể cho thấy phần lớn khu vực trung tâm chính.

### Khí hậu
Khí hậu Houston được liệt kê như là cận nhiệt đới ẩm. Lượng mưa trung bình hàng năm là khoảng 48 inch (1.220 mm). Bão mùa xuân đôi khi đem lại lốc xoáy vào khu vực này. Gió thổi quanh năm từ miền nam và đông nam trong suốt phần lớn của năm, đem theo cái nóng từ các sa mạc của México và độ ẩm từ Vịnh Mexico.
Trong suốt các tháng mùa hè, nhiệt độ cao nhất trong ngày có thể lên đến 94 °F (34 °C) vào cuối tháng 7 vơí một trung bình khoảng 99 ngày mỗi năm có nhiệt độ trên 90 °F (32 °C). Không khí có cảm giác như là đứng yên và độ ẩm (trung bình trên 90% độ ẩm tương đối vào buổi sáng trong mùa hè và khoảng 60 phần trăm bữa chiều) tạo kết quả là một chỉ số nhiệt cao hơn nhiệt độ thật sự. Để đối phó với cái nóng, người ta sử dụng máy điều hòa không khí gần như trong mỗi xe hơi và mỗi tòa nhà trong thành phố. Mưa buổi chiều là phổ biến và trong hết các ngày mùa hè, các nhà khí tượng Houston dự định ít nhất là một vài khả năng có mưa.
Nhiệt độ nóng nhất được ghi nhận ở Houston là 109 °F (43 °C) vào ngày 4 tháng 9 năm 2000.
Mùa đông ở Houston khá lạnh bắt đầu vào tháng 11 nhiệt độ giảm dần dưới 20 độ c thường là 16 và 14 độ và thường xuất hiện nhiều mưa và tháng này vì thế nhiệt độ có khi giảm xuống từ 3-6 độ c nếu có mây khoảng từ 10-12 độ c, khí lạnh của houston thường do gió thổi mang theo nên có cảm giác buốt (2015) . Tuyết không bao giờ nghe nói đến, và thông thường là đổ dồn lại khi tuyết được nhìn thấy. Cơn bão tuyết cuối cùng đổ vào Houston 4 - đêm tuyết rơi đầu tiên được ghi nhận ở thành phố vào dịp Giáng sinh. Nhiệt độ thấp nhất từng được ghi nhận ở Houston là 5 °F (−15 °C) vào 23 tháng 1 năm 1940.
| Dữ liệu khí hậu của Houston (Sân bay liên lục địa George Bush 1981−2010 | Dữ liệu khí hậu của Houston (Sân bay liên lục địa George Bush 1981−2010 | Dữ liệu khí hậu của Houston (Sân bay liên lục địa George Bush 1981−2010 | Dữ liệu khí hậu của Houston (Sân bay liên lục địa George Bush 1981−2010 | Dữ liệu khí hậu của Houston (Sân bay liên lục địa George Bush 1981−2010 | Dữ liệu khí hậu của Houston (Sân bay liên lục địa George Bush 1981−2010 | Dữ liệu khí hậu của Houston (Sân bay liên lục địa George Bush 1981−2010 | Dữ liệu khí hậu của Houston (Sân bay liên lục địa George Bush 1981−2010 | Dữ liệu khí hậu của Houston (Sân bay liên lục địa George Bush 1981−2010 | Dữ liệu khí hậu của Houston (Sân bay liên lục địa George Bush 1981−2010 | Dữ liệu khí hậu của Houston (Sân bay liên lục địa George Bush 1981−2010 | Dữ liệu khí hậu của Houston (Sân bay liên lục địa George Bush 1981−2010 | Dữ liệu khí hậu của Houston (Sân bay liên lục địa George Bush 1981−2010 | Dữ liệu khí hậu của Houston (Sân bay liên lục địa George Bush 1981−2010 |
| Tháng                                                                   | 1                                                                       | 2                                                                       | 3                                                                       | 4                                                                       | 5                                                                       | 6                                                                       | 7                                                                       | 8                                                                       | 9                                                                       | 10                                                                      | 11                                                                      | 12                                                                      | Năm                                                                     |
| ----------------------------------------------------------------------- | ----------------------------------------------------------------------- | ----------------------------------------------------------------------- | ----------------------------------------------------------------------- | ----------------------------------------------------------------------- | ----------------------------------------------------------------------- | ----------------------------------------------------------------------- | ----------------------------------------------------------------------- | ----------------------------------------------------------------------- | ----------------------------------------------------------------------- | ----------------------------------------------------------------------- | ----------------------------------------------------------------------- | ----------------------------------------------------------------------- | ----------------------------------------------------------------------- |
| Cao kỉ lục °F (°C)                                                      | 88 (31)                                                                 | 91 (33)                                                                 | 97 (36)                                                                 | 95 (35)                                                                 | 99 (37)                                                                 | 108 (42)                                                                | 106 (41)                                                                | 109 (43)                                                                | 109 (43)                                                                | 99 (37)                                                                 | 90 (32)                                                                 | 84 (29)                                                                 | 109 (43)                                                                |
| Trung bình ngày tối đa °F (°C)                                          | 63.0 (17.2)                                                             | 66.4 (19.1)                                                             | 73.0 (22.8)                                                             | 79.5 (26.4)                                                             | 86.4 (30.2)                                                             | 91.4 (33.0)                                                             | 93.7 (34.3)                                                             | 94.5 (34.7)                                                             | 89.8 (32.1)                                                             | 82.0 (27.8)                                                             | 72.5 (22.5)                                                             | 64.2 (17.9)                                                             | 79.7 (26.5)                                                             |
| Tối thiểu trung bình ngày °F (°C)                                       | 43.2 (6.2)                                                              | 46.6 (8.1)                                                              | 52.5 (11.4)                                                             | 59.4 (15.2)                                                             | 67.6 (19.8)                                                             | 73.6 (23.1)                                                             | 75.0 (23.9)                                                             | 74.8 (23.8)                                                             | 69.8 (21.0)                                                             | 61.0 (16.1)                                                             | 52.2 (11.2)                                                             | 44.6 (7.0)                                                              | 60.1 (15.6)                                                             |
| Thấp kỉ lục °F (°C)                                                     | 5 (−15)                                                                 | 7 (−14)                                                                 | 21 (−6)                                                                 | 30 (−1)                                                                 | 43 (6)                                                                  | 52 (11)                                                                 | 63 (17)                                                                 | 54 (12)                                                                 | 45 (7)                                                                  | 28 (−2)                                                                 | 19 (−7)                                                                 | 7 (−14)                                                                 | 5 (−15)                                                                 |
| Lượng Giáng thủy trung bình inches (mm)                                 | 3.38 (85.9)                                                             | 3.20 (81.3)                                                             | 3.41 (86.6)                                                             | 3.31 (84.1)                                                             | 5.09 (129.3)                                                            | 5.93 (150.6)                                                            | 3.79 (96.3)                                                             | 3.76 (95.5)                                                             | 4.12 (104.6)                                                            | 5.70 (144.8)                                                            | 4.34 (110.2)                                                            | 3.74 (95.0)                                                             | 49.77 (1.264,2)                                                         |
| Số ngày giáng thủy trung bình (≥ 0.01 in)                               | 9.6                                                                     | 9.2                                                                     | 8.8                                                                     | 6.8                                                                     | 8.0                                                                     | 10.6                                                                    | 9.1                                                                     | 8.3                                                                     | 8.0                                                                     | 7.9                                                                     | 8.2                                                                     | 9.5                                                                     | 104.0                                                                   |
| Số giờ nắng trung bình tháng                                            | 143.4                                                                   | 155.0                                                                   | 192.5                                                                   | 209.8                                                                   | 249.2                                                                   | 281.3                                                                   | 293.9                                                                   | 270.5                                                                   | 236.5                                                                   | 228.8                                                                   | 168.3                                                                   | 148.7                                                                   | 2.577,9                                                                 |
| Nguồn: NOAA (sun 1961–1990)                                             |                                                                         |                                                                         |                                                                         |                                                                         |                                                                         |                                                                         |                                                                         |                                                                         |                                                                         |                                                                         |                                                                         |                                                                         |                                                                         |

## Nhân khẩu
Houston là một thành phố đa văn hóa, một phần là do thành phố có nhiều học viện hàn lâm, các ngành công nghiệp mạnh, cũng như là một thành phố cảng lớn. Cư dân thành phố dùng trên 90 ngôn ngữ. Houston cũng có lợi điểm với thành phần dân số trẻ chiếm tỷ lệ lớn nhất so với những thành phố lớn tại Hoa Kỳ, một phần là do dòng người nhập cư vào Texas.
Theo điều tra nhân khẩu năm 2010, người da trắng chiếm 51% dân số Houston; 26% là người gốc Hispania; 25% da đen/người Mỹ gốc Phi; 0,7% thổ dân da đỏ và 6% người gốc châu Á (trong số đó 1,7% là người Việt, 1,3% người Hoa, 1,3% người Ấn, 0,9% người Pakistan, 0,4% người Philippines, 0,3% người Hàn, 0,1% người Nhật). Còn lại là 0,1% người các hải đảo Thái Bình Dương. Các sắc tộc khác chiếm 15,2%. Số người lai với hai chủng tộc trở lên chiếm 3,3%. Người có nguồn gốc Hispanic, bất kể chủng tộc, chiếm 44% dân số Houston.
Theo điều tra nhân khẩu năm 2000, thành phố có 1.953.631 người với mật độ dân số là 1.301,8/km². Thành phần chủng tộc là: 49,3% người da trắng, 25,3% người Mỹ gốc Phi, 5,3% người châu Á, 0,4% người da đỏ, 0,1% người các đảo Thái Bình Dương, 16,5% đến từ một số chủng tộc khác, và 3,1% xuất thân từ hai chủng tộc trở lên. Ngoài ra, người Hispanic chiếm 37,4% dân số Houston trong khi người da trắng phi Hispanic chiếm 30,8%, giảm từ 62,4% vào năm 1970.
| Thành phần chủng tộc                      | 2010  | 1990  | 1970  |
| ----------------------------------------- | ----- | ----- | ----- |
| Người da trắng                            | 50,5% | 52,7% | 73,4% |
| -phi Hispanic                             | 25,6% | 40,6% | 62,4% |
| Người da đen hay Mỹ gốc Phi               | 23,7% | 28,1% | 25,7% |
| Người Hispanic hay Latino (mọi chủng tộc) | 43,8% | 27,6% | 11,3% |
| Người châu Á                              | 6,0%  | 4,1%  | 0,4%  |

## Kinh tế

Cảng Houston

Công nghiệp năng lượng của Houston là một khu năng lượng lớn của thế giới (đặc biệt là dầu hỏa), nhưng nghiên cứu về y khoa, hàng không và kênh cho tàu thủy cũng chiếm phần lớn của phần công nghiệp cơ sở của thành phố. Khu đô thị Houston bao gồm khu vực sản xuất hóa chất lọc dầu lớn nhất thế giới, bao gồm cho cả cao su tổng hợp, thuốc trừ sâu và phân bón. Khu vực này cũng là trung tâm lớn nhất trên thế giới trong việc đóng các trang thiết bị cho giàn khoan. Đa số sự thành công của Houston như là một khu công nghiệp hóa dầu là do sự nhộn nhịp trên kênh đào cho tàu cho qua lại, Cảng Houston. Cảng này xếp đầu toàn quốc trong thương mại quốc tế là cảng lớn thứ sáu trên thế giới. Trong các cảng khác của Mỹ, nó là nơi bận rộn nhất tình theo số lượng hàng nước ngoài và xếp thứ hai trong tổng số hàng hóa. Bởi vì những buôn bán kinh tế này, nhiều người dân đã di cư đến Houston từ các tiểu bang khác của Mỹ, cũng như là từ hàng trăm nước trên thế giới. Không giống như các nơi khác, khi giá xăng dầu lên cao được xem là có hại cho nền kinh tế, chúng nhìn chung là được xem là có lợi cho Houston bởi vì nhiều người ở đây làm việc cho công nghiệp năng lượng.
Theo lịch sử, Houston đã có một vài đột phá trong phát triển kinh tế (và một vài suy thoái kinh tế thảm hại gắn liền với công nghiệp dầu hỏa. Sự khám phá ra dầu hỏa gần Houston vào năm 1901 đã dẫn đến sự đột phá phát triển đầu tiên - cho đến thập niên 1920, Houston đã phát triển đến vào khoảng 140.000 người. Công nghiệp hàng không đang phát triển của thành phố đã kéo theo sự đột phá kinh tế lần thứ hai, được làm tăng thêm với khủng hoảng dầu hỏa 1973. Nhu cầu dầu hỏa từ Texas tăng lên, và nhiều người từ đông bắc di cư đến Houston để hưởng lợi từ những thương mại đó. Khi việc cấm vận được bãi bỏ, sự phát triển hầu như là đứng lại. Tuy vậy, Pasadena vẫn còn các nhà máy lọc dầu của nó, và Cảng Houston vẫn là một trong những nơi bận rộn nhất trên thế giới.
Houston chỉ đứng thứ hai sau Thành phố New York trong số tổng hành dinh của các công ty Fortune 500. Thành phố này đã cố gắng xây dựng công nghiệp ngân hàng, nhưng các công ty nguyên xuất phát từ Houston từ lúc đó đã hợp nhất với các công ty khác toàn quốc. Ngân hàng, tuy vậy, vẫn là thiết yếu đối với vùng này.
Tổng sản lượng khu vực (GAP) của khu đô thị Houston–Sugar Land–Baytown trong năm 2005 là $308,7 tỷ, tăng 5,4% từ 2004 trong số đô la - chỉ một ít lớn hơn tổng sản lượng quốc gia (GDP) của nước Áo. Chỉ có 28 nước khác với Hoa Kỳ có GDP vượt khỏi tổng sản lượng khu vực Houston. Khai mỏ, mà trong Houston hoàn toàn là thăm dò và sản xuất dầu hỏa và khí đốt, chiếm đến 11% của GAP của Houston - giảm từ 21% so với gần đây nhất là năm 1985. Sự suy giảm trong vai trò của dầu khí trong GAP của Houston phản ánh sự phát triển nhanh chóng của các ngành khác - chẳng hạn như là dịch vụ về công nghệ, dịch vụ sức khỏe và sản xuất.
Bốn mươi nhà nước ngoại quốc duy trì các văn phòng giao dịch quốc tế và ngoại thương ở đây và thành phố có 23 tổ chức hiệp hội thương mại nước ngoài. Hai mươi ngân hàng nước ngoài đại diện cho mười nước hoạt động ở Houston và cung cấp giúp đỡ về tài chính cho cộng đồng quốc tế.
Trong 10 khu vực đô thị đông dân nhật, Houston xếp thứ hai trong tỉ lệ tăng trưởng số việc làm và xếp thứ 4 trong phát triển việc làm. Vào năm 2006, khu vực đô thị Houston xếp thứ 1 ở Texas và thứ 3 trên toàn nước Mỹ trong thể loại "Những nơi tốt nhất cho kinh doanh và sự nghiệp" bởi Forbes.

## Kiến trúc

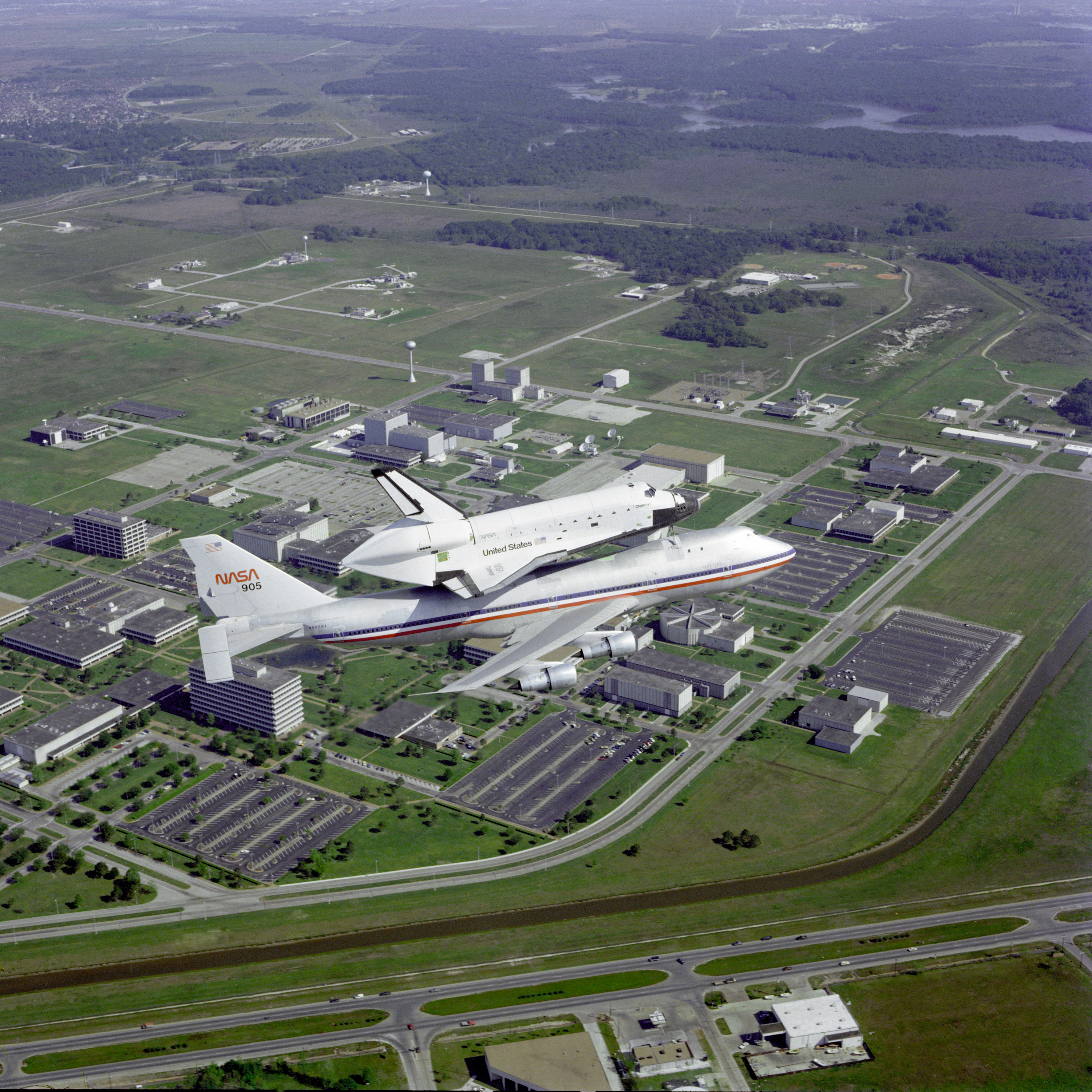
Tàu con thoi bay qua Trung tâm không gian Johnson

## Giáo dục

### Nghiên cứu về sức khỏe và khoa học
Houston là nơi tọa lạc của khu Trung tâm Y khoa Texas (Texas Medical Center) nổi tiếng thế giới, bao gồm sự tập trung đông đảo nhất của các học viện nghiên cứu và chăm sóc sức khỏe.
Có 42 viện là thành viên của Trung tâm y khoa Texas - tất cả đều là tổ chức bất vụ lợi - tận tâm đến những tiêu chuẩn cao nhất của việc chăm sóc bệnh nhân và phòng bệnh, nghiên cứu, giáo dục và sức khỏe của cộng đồng địa phương, toàn quốc và quốc tế. Những viện này bao gồm 13 bệnh viện nổi tiếng và viện đặc biệt, hai trường y khoa, bốn trường y tá và các trường nha khoa, y tế cộng đồng, dược và hầu hết các ngành khác có liên quan đến chăm sóc sức khỏe. Đây là một trong những nơi đầu tiên - và vẫn là nơi lớn nhất - dịch vụ cấp cứu hàng không được tạo ra, một chương trình transplant trao đổi giữa các bệnh viện được phát triển rất thành công. Thêm vào đó, nhiều phẫu thuật tim được tiến hành ở Trung tâm Y khoa Texas hơn bất cứ một nơi nào trên thế giới.
Một số học viện nghiên cứu về sức khỏe là Baylor College of Medicine, University of Texas Health Science Center at Houston, Bệnh viện Methodist và The University of Texas M. D. Anderson Cancer Center. M. D. Anderson Cancer Center được biết đến rộng rãi trên thế giới như là một những nơi nổi tiếng về chăm sóc bệnh nhân ung thư, nghiên cứu, giáo dục và phòng bệnh.

### Các trường đại học
Houston có hệ thống Đại học Houston, là hệ thống đại học nội thành lớn nhất trong vùng Vịnh với trên 56.000 học sinh. Hệ thống này có 4 đại học - 3 nằm trong thành phố Houston - và hai khu trung tâm giảng dạy nhiều trường gộp lại. Đại học đầu đàn là Đại học Houston (UH), và là đại học lớn thứ ba của Texas với số học sinh ghi danh hơn 35.000 và là nơi của trên 40 trung tâm và viện nghiên cứu. Hai trường khác cũng nằm trong hệ thống UH phục vụ Houston là Đại học Huston tại Clear Lake và Đại học Houston tại Downtown. Một trường khác thuộc tiểu bang là Đại học Nam Texas - một đại học mà lịch sử là dành cho học sinh da đen - tọa lạc ở khu vực Phường 3 trong lịch sử.

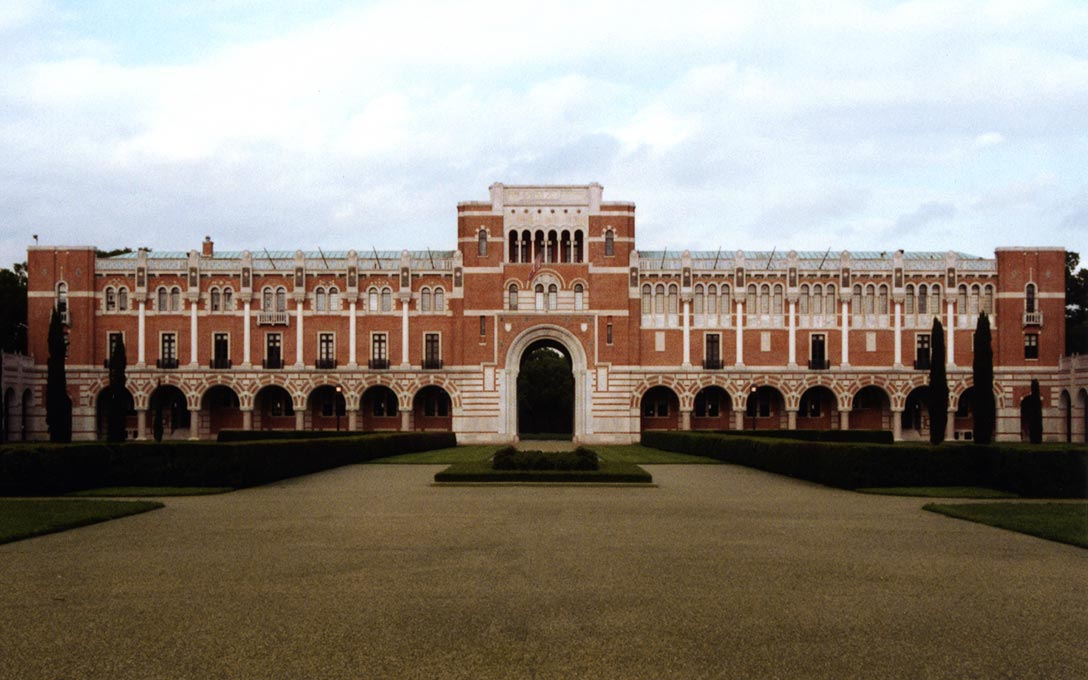
Đại học Rice

Houston cũng là địa điểm của một số đại học tư - thuộc các tôn giáo hay không. Thành phố là nơi của Đại học Rice, một trường đại học tư với nhiều tài trợ tài chính - nó xếp thứ 17 trong các trường đại học tốt nhất của toàn nước Mỹ bởi U.S. News & World Report. Rice duy trì các cơ sở nghiên cứu và các phòng thí nghiệm khác nhau. Thành lập vào năm 1923, Trường Cao đẳng Luật Nam Texas (South Texas College of Law) cung cấp các chương trình luật vào loại tốt nhất trên toàn quốc and is Houston's oldest law school.. Đại học St. Thomas, một trường nghệ thuật Công giáo theo truyền thống Basilian, được thành lập bởi các cha xứ dòng Basilian của Canada, và tọa lạc ở khu vực Montrose. Đại học Baptist Houston, một đại học Baptist thành lập vào năm 1960, tọa lạc ở phía tây nam Houston có trên 50 ngành học và các chương trình dạy nghề.
Đa số Houston được phục vụ bởi Houston Community College System, là một trong những hệ thống cao đẳng cộng đồng lớn nhất Hoa Kỳ. HCCS phục vụ phần HISD của Houston và các khu vực khác. Các phần phía bắc của Houston được phục vụ bởi North Harris Montgomery Community College District. Một phần của đông và đông nam Houston được phục vụ bởi San Jacinto College. Rất nhiều khu ngoại vi của Houston cũng có hệ thống trường cao đẳng cộng đồng của riêng họ.

## Giáo dục
- Khu Học Chánh Houston